# 方湖
方湖是一个位于中国江西省彭泽县的湖泊。中国古典文献学家汪辟疆因故乡靠近方湖，在晚年自号方湖。